# Glastonbury Thorn

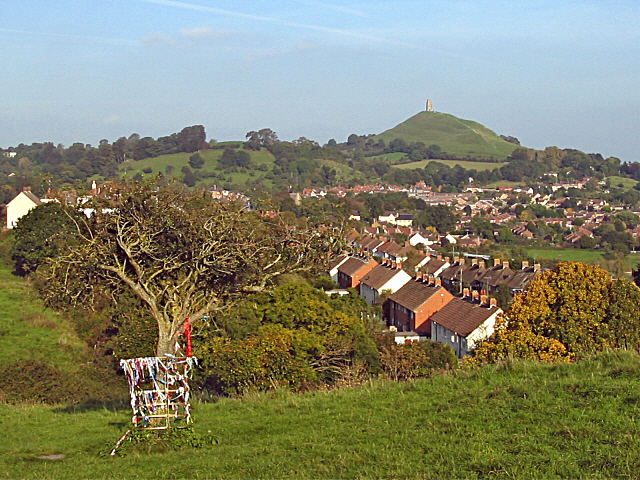
Der Baum auf dem Wearyall Hill, der 2010 zerstört wurde. Im Hintergrund Glastonbury Tor.

Als Glastonbury Thorn wird eine Variante des Weißdorns bezeichnet, die in der Gegend von Glastonbury in Somerset in England vorkommt. Als botanischen Namen findet man Crataegus monogyna ‚Biflora‘, gelegentlich auch Crataegus oxyacantha var. praecox. Die Pflanzen gehören allerdings zur Art Crataegus monogyna, sodass der letztere Name irreführend ist. Im Gegensatz zum normalen Weißdorn blühen diese Bäume zweimal im Jahr (daher auch der Namenszusatz biflora), im Winter und im Frühjahr. Soweit bekannt, gibt es nur durch Veredelung vermehrte Exemplare. Zweimal blühende Crataegus monogyna, die dem Holy Thorn morphologisch sehr ähnlich sind, sind als Wildvorkommen aus Nordafrika bekannt.

## Geschichte

### Überlieferung
Die Pflanzen werden regelmäßig mit den Legenden um Josef von Arimathäa und der Ausbreitung des Christentums in Britannien in Verbindung gebracht. Danach habe Josef den Ort Glastonbury besucht, dabei auch den Heiligen Gral mit sich geführt, am Ort eine erste Kapelle errichtet und auf dem Wearyall Hill seinen Stab in den Boden gestoßen, aus dem dann über Nacht der erste der Bäume gewachsen sei. Die ersten erhaltenen literarischen Bezüge zu dieser Legende lassen sich ab dem 12. Jahrhundert in Handschriften nachweisen. Sie nehmen das Motiv des austreibenden und blühenden Stabes auf, das sich auch im Alten Testament über Aaron, im Protoevangelium des Jakobus über Josef von Nazareth, und in manchen Heiligenlegenden findet.

### Historische Texte
Einer der Texte, auf den sehr häufig Bezug genommen wird, ist die Dichtung Lyfe of Joseph of Arimathea aus dem frühen 16. Jahrhundert. Hier erwähnt der unbekannte Autor bereits die beiden Blühphasen, eine auf „altem Holz“ im Frühjahr und eine mit deutlich kleineren Blüten auf „neuem Holz“ (womit die Triebe aus dem Frühjahr gemeint sein dürften) im Winter. Die zweite Blüte um die Wintersonnenwende herum wurde häufig als Wunder betrachtet. Während der Umstellung auf den Gregorianischen Kalender in Großbritannien im Jahre 1752 berichteten Zeitungen und Magazine über Besucher Glastonburys, die neugierig darauf waren, ob sich der Baum an den alten oder den neuen Kalender halten würde.

“A vast concourse of people attended the noted thorn on Christmas-day, new style; but, to their great disappointment, there was no appearance of its blowing, which made them watch it narrowly the 5th of January, the Christmas-day, old style, when it blowed as usual.”

„Eine große Menge von Menschen kam zu dem erwähnten Baum am Weihnachtstag nach neuem Kalender; aber zu ihrer großen Enttäuschung gab es kein Anzeichen für eine Blüte, daher beobachteten sie den Baum auch am fünften Januar, dem Weihnachtstag nach altem Kalender, als der Baum wie üblich blühte.“

### Königliche Tradition
Ein blühender Zweig des Baumes wird nachweislich seit 1929 zu Weihnachten an das britische Königshaus geschickt. Als Urheber dieser Tradition wird James Montague, Bischof von Bath und Wells angeführt, der einen Zweig an Anna von Dänemark, die Gattin Jakobs I., geschickt haben soll. Die Blüten des Baumes erschienen als Motiv der britischen Weihnachtsbriefmarken zu 12p und 13p von 1986.

### Zerstörungen der Bäume
Von dem als „ursprünglich“ bezeichneten Baum heißt es, er sei während des Englischen Bürgerkriegs von Truppen Oliver Cromwells gefällt und verbrannt worden. Das im 20. Jahrhundert bekannt gewordene Exemplar auf dem Wearyall Hill wurde dort erst 1951 gepflanzt und am 9. Dezember 2010 von Unbekannten abgesägt. Im darauf folgenden März berichtete man von neuen Trieben aus dem verbliebenen Baumstumpf, die jedoch kurze Zeit später wieder verschwunden waren. Am 1. April 2012 pflanzte die Glastonbury Conservation Society erneut auf dem Wearyall Hill ein Exemplar, das von den Vorfahren des 1951 gepflanzten Baumes abstammte. Auch dieses war 16 Tage später vollständig zerstört. Zwei weitere Versuche, nach diesem Zeitpunkt an öffentlichen Plätzen in Glastonbury neue Bäume zu pflanzen, endeten nach kurzer Zeit ebenfalls mit zerstörten oder toten Exemplaren.

## Vermehrung

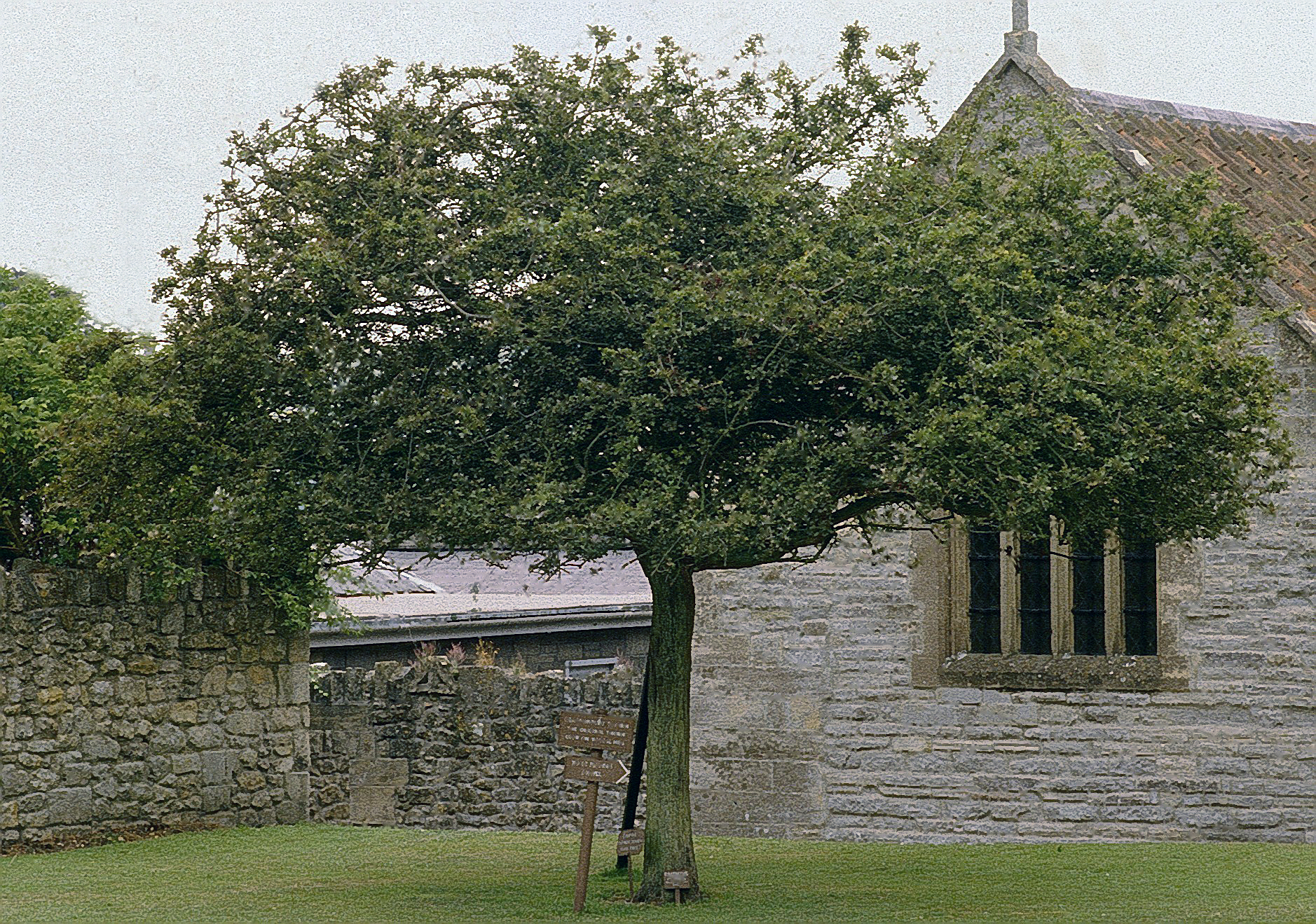
Glastonbury Thorn im Hof der früheren Glastonbury Abbey, 1984

Der Baum auf dem Wearyall Hill wurde mehrfach vermehrt, wobei zwei der bekannteren Exemplare auf dem Gelände der Glastonbury Abbey und auf dem Kirchhof der Gemeinde St. Johannes der Täufer standen. Alle Versuche, die besonderen Eigenschaften der Bäume bei Vermehrungen durch Samen oder Setzlinge zu erhalten, schlugen fehl. Bis zur zweiten Hälfte des 20. Jahrhunderts hatten sich alle diese Versuche zu normalen Weißdornbüschen entwickelt, die nur eine Blüte im Frühjahr zeigten. Nur Exemplare, die durch Veredelung vermehrt wurden, zeigen die charakteristischen zwei Blühphasen. Bereits seit dem 17. Jahrhundert wurde mit den Bäumen gehandelt und spätestens seit dem 18. Jahrhundert gibt es Berichte über die Zucht der Bäume:

“There is a person about Glastonbury who has a nursery of them, who, Mr. Paschal tells us he is informed, sells them for a crown a piece, or as he can get.”

„Es gibt eine Person in Glastonbury, die eine Zucht von ihnen besitzt und die, wie Mr. Paschal, der über die Gegebenheiten informiert ist, uns erzählte, diese für eine Krone pro Stück verkauft, oder zu dem Preis, den er erzielen kann.“

Das Exemplar auf dem Kirchhof von St. Johannes dem Täufer soll in den 1930er-Jahren von George Chislett, dem damaligen Chefgärtner von Glastonbury Abbey, gepflanzt worden sein. Von ihm stammt das Verfahren der Veredelung mit Schlehen, bei der die zwei Blühphasen erhalten bleiben. Auch sein Sohn, Wilf Chislett, kommerzialisierte die Zucht und verkaufte Exemplare bis nach Kanada, Neuseeland und Australien.

## Vorhandene Exemplare
Das älteste noch in Glastonbury vorhandene bekannte Exemplar steht im Kirchhof von St. Johannes dem Täufer, da der Baum auf dem Gelände der Glastonbury Abbey im Juni 1991 für abgestorben erklärt und im folgenden Februar gefällt wurde. Der traditionelle blühende Zweig, der zu Weihnachten an das britische Königshaus gesandt wird, stammt seit 1988 von dem Baum der Pfarrei St. Johannes.
In der Gegend von Glastonbury gibt es noch weitere verstreute Exemplare, neben den bereits erwähnten auch in einer dem hl. Benedikt geweihten Kirche, am Bride’s Mound und in den Chalice Well Gardens. Einige Exemplare wachsen im restlichen England und an verschiedenen Stellen der gemäßigten Klimazonen der Erde.